# Чепіль Андрій Ігорович
Андрі́й І́горович Чепіль (позивний «Кріс»; 6 квітня 1994, с. Бабухів, Івано-Франківська область — 28 червня 2023, біля с. Роботине, Запорізька область) — український громадський активіст, музикант, мультиінструменталіст, трембітар гурту «КораЛЛі», пластун, військовослужбовець, молодший сержант 47 ОМБр Збройних сил України, учасник російсько-української війни. Кавалер ордена «За мужність» III ступеня (2024, посмертно).

## Життєпис
Андрій Чепіль народився 6 квітня 1994 року в селі Бабухові, нині Рогатинської громади Івано-Франківського району Івано-Франківської области України.
Займався в Івано-Франківській футбольній спеціалізованій дитячо-юнацькій школі олімпійського резерву «Прикарпаття», у шаховому клубі «Деб'ют». Разом з танцювальним колективом «Галицька веселка» брав участь у фестивалях.
2001 року вступив у «Пласт», в якому був новаком рою «Бобренята» третього гнізда «Лісові бешкетники», юнаком гуртка «Саламандери» 79-го куреня ім. В. Липинського. Фотографував у курінному проводі. 2006 року став учасником курінного табору «ЕНД-1». Пластував до 2008 року. Член Мальтійської служби допомоги.
Навчався в Івано-Франківській загальноосвітній школі № 10, Івано-Франківській дитячій музичній школі № 2 імені Василя Барвінського (клас кларнета). 2015 року закінчив Івано-Франківський національний технічний університет нафти і газу. Під час проходження строкової служби Андрій служив в оркестрі почесної варти президентського полку. Працював інструктором на гірськолижному курорті «Буковель».
Учасник Революції гідності. Очолював Студентську Раду Майдану, студентське братство Івано-Франківського національного технічного університету нафти та міську організацію студентського братства.
Водночас займався музикою, грав на саксофоні та фортепіано. Учасник музичних колективів «Смерічка», «Фріссон бенд», «Фріда» та «КораЛЛі», в якому був трембітарем.

### Широкомасштабне російське вторгнення
З початком широкомасштаного російського вторгнення на фронті. Служив у складі 7-го батальйону, згодом перевівся до 47-ї окремої механізованої бригади, в якій був командиром відділення, командиром бойової машини, командиром та головним сержантом взводу. Учасник боїв під Ізюмом та Куп'янськом, на Запорізькому напрямку. Продав власний автомобіль, коли було недостатньо коштів, щоб придбати прилади нічного бачення. 28 червня 2023 року разом з групою вирушив на бойове завдання біля с. Роботине на Запоріжжі, звідки не повернувся. Лише через чотири тижні побратими, ризикуючи життям, з поля бою забрали тіла побратимів. За допомогою ДНК-експертизи було підтверджено тіло Андрія.
Похований 10 жовтня 2023 року під гули трембіт на Алеї героїв кладовища с. Чукалівки Івано-Франківського району. Залишилися батьки, дружина, брати.

## Нагороди
- орден «За мужність» III ступеня (9 серпня 2024, посмертно) — за особисту мужність, виявлену у захисті державного суверенітету та територіальної цілісності України, самовіддане виконання військового обов'язку[5];
- відзнака «Залізний Пластовий Хрест» (посмертно)[1][2];
- відзнака Івано-Франківського міського голови «За честь і звитягу» (посмертно)[1][6].

## Вшанування пам'яті
1 грудня 2023 року на честь Андрія Чепіля відбувся пам'ятний захід «Вечір Честі».
5 квітня 2024 року на фасаді Івано-Франкіського ліцею № 10 відкрито анотаційну дошку Андрію Чепілю.
У червні 2024 року в Івано-Франківську започатковано фестиваль «ЧеФест», який присвятили пам'яті Андрія Чепіля.